# حدة (عنافجة)
حدة (بالفارسية: حده) هي قرية وتقع في إيران في قسم عنافجة الريفي. يقدر عدد سكانها بـ 242 نسمة بحسب إحصاء 2016.